# Tomografia

Imagem rotante do tomograma da ponta de um dedo obtida por tomografia de coerência ótica (OCT). O estrato córneo está no topo. Na base, estão partes superficiais da derme. Os dutos de suor são claramente visíveis.

Tomografia, também chamada de planigrafia e estratigrafia, é um exame médico radiológico que permite visualizar as estruturas anatômicas na forma de cortes.  É realizado por técnicos, tecnólogos em radiologia e biomédicos.

## Etimologia
A palavra "tomografia" é derivada do grego antigo τόμος (tomos), que significa "corte" ou "fatia", e γράφω (graphō), que significa "escrever".

## Descrição
É uma técnica assistida por computador, em que dados de diferentes perfis são combinados e calculados para formar imagens "em fatias" dos objetos analisados, sendo comum o seu uso, atualmente, em medicina. Os dados podem ser recolhidos através de diferentes técnicas:
- Raios X e Raios gama/contraste - popularmente chamada de tomografia computadorizada
- Ressonância magnética nuclear
- Ultrassonografia